# New Martinsville
New Martinsville é uma cidade localizada no estado norte-americano de Virgínia Ocidental, no Condado de Wetzel.

## Demografia
Segundo o censo norte-americano de 2000, a sua população era de 5984 habitantes.
Em 2006, foi estimada uma população de 5649, um decréscimo de 335 (-5.6%).

## Geografia
De acordo com o United States Census Bureau tem uma área de
7,2 km², dos quais 7,2 km² cobertos por terra e 0,0 km² cobertos por água. New Martinsville localiza-se a aproximadamente 190 m acima do nível do mar.

## Localidades na vizinhança
O diagrama seguinte representa as localidades num raio de 20 km ao redor de New Martinsville.